# Пестов, Фёдор Константинович
Пестов Фёдор Константинович (1911 — 1966) — трелёвщик леса Боровлянского леспромхоза Министерства лесной промышленности РСФСР, Троицкий район Алтайского края. Герой Социалистического Труда (1957).

## Биография
Фёдор Константинович Пестов родился в 1911 году в селе Лединском Никольского уезда Вологодской губернии (ныне — Вохомский район Костромской области).
В 1920 году семья переехала в Бийский уезд Алтайской губернии (ныне — Троицкий район Алтайского края).
В 1926 году начал трудиться рабочим мехлесопункта. Позже работал механизатором в местном колхозе и Боровлянском леспромхозе.
С 1941 года участвовал в Великой Отечественной войне в боях под Москвой и в Сталинградской битве, где получил тяжелое ранение.
В 1943 году был демобилизован по ранению и начал работать таборовщиком, табелёвщиком леса Южаковского лесопункта, а потом — трелёвщиком леса Боровлянского леспромхоза Троицкого района Алтайского края.
5 октября 1957 года указом Президиума Верховного Совета СССР за выдающиеся успехи, достигнутые в развитии лесной промышленности Пестову Фёдору Константиновичу было присвоено звание Героя Социалистического Труда с вручением Ордена Ленина и золотой медали «Серп и молот».
Неоднократно избирался депутатом Боровлянского поселкового Совета депутатов трудящихся.
Жил в посёлке Боровлянка. Умер в 1966 году.

## Награды
- Звание Герой Социалистического Труда (5 октября 1957);
- Медаль «Серп и Молот» (5 октября 1957) — № 7846);
- Орден Ленина (5 октября 1957) — № 304698);
- Орден Ленина (22 июля 1953);
- Орден Трудового Красного Знамени (31 мая 1952);
- медали.